# Tachytrechus calyptopygeus
Tachytrechus calyptopygeus är en tvåvingeart som beskrevs av Robinson 1975. Tachytrechus calyptopygeus ingår i släktet Tachytrechus och familjen styltflugor.
Artens utbredningsområde är Dominica. Inga underarter finns listade i Catalogue of Life.